# جشنواره (فیلم ۱۹۹۶)
«جشنواره» (انگلیسی: Festival (1996 film)) فیلمی در ژانر درام است که در سال ۱۹۹۶ منتشر شد.